# Šeikat Gornji Aulaki
Šeikat Gornji Aulaki (arapski: مشيخة العوالق العليا = al-Mashyakha al-Awlaqiyya al-Ulya) bio je vazalna feudalna država Britanskog Carstva koja je postojala od 1890. do 1967. godine na jugu Arapskog poluotoka istočno od luke Aden. Danas je teritorij ovog bivšeg sultanata dio muhafaze Šabve. Glavni grad ovog šeikata bio je Yashbum. 

## Povijest
Šeikat Gornji Aulaki odvojio se od Sultanata Donji Aulaki i Sultanata Gornji Aulaki još u 18. stoljeću.
Nakon što je Britanija zauzela luku Aden 1839. godine, ona im je postala odskočna daska za širenje britanskog utjecaja na Južnu Arabiju i Rog Afrike. To se naročito odrazilo na neposredno zaleđe luke Aden, pa tako i na Šeikat Gornji Aulaki. 
Šeikat Gornji Aulaki je potpisao ugovor o zaštiti s Britanijom 1890. godine i postao dio Protektorata Aden 1890. Šeikat Gornji Aulaki je 1959. godine bio jedan od osnivača novosvorene britanske kolonijalne tvorevine Federacije Arapskih Emirata Juga, te potom 1963. i Južnoarapske Federacije.
Posljednji šeik ove feudalne države bio je Amir Abd Allah ibn Muhsin al Yaslami Al Aulaqi, on je razvlašćen 1967. kad je ukinut Šeikat Gornji Aulaki, te osnovana Narodna Republika Južni Jemen, koja se ujedinila s Sjevernim Jemenom 22. svibnja 1990. u današnju državu Republiku Jemen.

## Šeici Šeikata Gornji Aulaki
- Amir Daha, .... - ....
- Amir Yaslam ibn Daha, - .... - ....
- Amir Ali ibn Yaslam, -.... - ....
- Amir Amm Dayb ibn Ali al-Yaslami al-Awlaqi, - .... - ....
- Amir Ruways ibn Amm Dayb al-Yaslami al-Awlaqi, - .... - ....
- Amir Nasir ibn Ruways al-Yaslami al-Awlaqi, -.... - ....
- Amir Farid ibn Nasir al-Yaslami al-Awlaqi, -1871. – 2. siječnja 1883.
- Amir Ruways ibn Farid al-Yaslami al-Awlaqi, - 1883. – 1890.
- Amir Amm Rassas ibn Farid, - 1890. - srpanj 1902.
- Amir Muhsin ibn Farid al-Yaslami al-Awlaqi, -1902. – 1959.
- Amir Abd Allah ibn Muhsin al Yaslami Al Aulaqi, -1959. – 28. kolovoz 1967.[1]

## Poveznice
- Protektorat Aden
- Kolonija Aden
- Federacija Arapskih Emirata Juga
- Južnoarapska Federacija

## Vanjske poveznice
- Zemljovid Arapskog polutoka 1905. - 1923.